# Corte de Apelaciones de Tonga
La Corte de Apelaciones de Tonga es el tribunal supremo del Reino de  Tonga para todos los asuntos penales y civiles. Escucha las apelaciones criminales y civiles de la Corte Suprema y también las apelaciones de la Corte de Tierras.

## Jurisdicción
La Corte Suprema puede recurrir al Tribunal de Apelación por derecho a menos que sea un a(conjuntamente con Fiji) (posteriormente Presidente del Tribunal Supremo de la Federación de Malaya, 1957) asunto civil y la cantidad en disputa no exceda los T $ 1000. Las órdenes emitidas por consentimiento, las órdenes relacionadas con los costos y las decisiones interlocutorias tampoco pueden ser escuchadas por el Tribunal de Apelación sin permiso de la Corte.
Los asuntos relacionados con la determinación de herencias y títulos se apelan ante el Consejo Privado de Tonga.
El Tribunal de Apelaciones también puede emitir opiniones consultivas cuando el monarca, el Gabinete o la Asamblea Legislativa así lo soliciten.

## Estructura
La Corte de Apelaciones está encabezado por el presidente del Tribunal Supremo de Tonga. El Presidente del Tribunal Supremo y los demás Jueces de Apelación son nombrados por el Consejo Privado y son ciudadanos extranjeros, generalmente de otras jurisdicciones de la Commonwealth.

## Jefes de Justicia
- 2024-presente: Malcolm Bishop[1]
- 2019-2023: Michael Hargreaves Whitten[2]
- 2015-2019: Owen Paulsen
- 2010-2015: Michael Dishington Scott
- 2006-2010: Anthony David Ford
- 2004-2006: Robin Maclean Webster
- 1998-2004: Sir Gordon Ward (2.º mandato) (Presidente del Tribunal Supremo de las Islas Turcas y Caicos, 2008).
- 1997-1998: Jack Lewis
- 1995-1997: Nigel Kenneth Hampton
- 1992-1995: Sir Gordon Ward (1.er mandato)[3]
- 1988-1991: Geoffrey William Martin[4]
- 1968-1988: Giles Harwood
- 1956-1968: Sir Clifford Hammett (conjuntamente con Fiji)
- 1949-1953: James Beveridge Thomson (conjuntamente con Fiji) (posteriormente Presidente del Tribunal Supremo de la Federación de Malaya, 1957)
- 1936–1949: Sir Ragnar Hyne
- 1930-1935: Charles Murray Murray-Aynsley
- 1905–:Robert Louis Skeen